# José Antônio Calasans Rodrigues
José Antônio Calasans Rodrigues, 2.º barão de Taquari, (27 de agosto de 1805 — 27 de maio de 1876) foi militar e político brasileiro.
Era filho de Maria da Conceição Rodrigues e de Manuel Jorge Rodrigues, primeiro barão de Taquari.
Casou-se, em 28 de maio de 1836, com Clara Francisca de Calasans Rodrigues (4 de outubro de 1816 — 13 de junho de 1895), natural de Ouro Preto, Minas Gerais.
Era capitão reformado do Exército do Brasil e foi diretor geral da Repartição Fiscal da Guerra.
Barão por decreto de 24 de março de 1871.
Foi vice-presidente da província do Ceará, de 27 de junho de 1871 a 8 de janeiro de 1872.
Conselheiro do Imperador, Comendador da Imperial Ordem da Rosa, Cavaleiro da Imperial Ordem de São Bento de Avis, e condecorado com as medalhas da Guerra da Cisplatina.